# Adrian (Géorgie)
Pour les articles homonymes, voir Adrian.
Adrian est une ville américaine située dans les comtés d'Emanuel et de Johnson, en Géorgie. Selon le recensement de 2020, sa population est de 552 habitants.